# 南野亜里沙
南野 亜里沙（みなみの ありさ、1991年11月26日 - ）は、徳島県板野郡板野町出身の元女子サッカー選手。現役時代のポジションはフォワード。岡山県作陽高等学校、関東学園大学出身。

## 経歴

### ユース
社会人チームでプレーしていた父親の影響で幼少期からサッカーに親しみ、小学校入学後に女子クラブチーム・板野プリマヴェーラに入団し本格的にサッカーを始める。
小学校卒業と同時に板野プリマヴェーラを卒団し、中学入学後は男子クラブチームのプルミエール徳島に入団した。中学3年生の時に15歳以下（U-15）女子日本代表候補に選出され、吉良知夏や柴田華絵らとともに合宿に参加した。
中学卒業と同時に徳島県外の岡山県作陽高等学校に進学。作陽高校は岡山湯郷Belleの下部組織であったこともあり、南野のプレーは当時湯郷の監督だった本田美登里の目に留まり、宮間あやや福元美穂らが在籍していた湯郷の練習にもたびたび参加していた。
作陽高校では1年生のときからレギュラーを張り、数々の全国大会に出場した。
2010年、関東学園大学に進学。大学3年生のときに群馬県選抜として出場した国民体育大会の関東予選で怪我人が数人出たチーム事情がきっかけとなり、FWにコンバートされた。
2013年6月から7月かけてロシア・カザンで開催されたユニバーシアードのサッカー女子日本代表に選出された。
大学4年生時は関東大学女子サッカーリーグ1部で全9試合に出場し、2度のハットトリックを含む12得点を記録し、得点王となった。

### シニア
ノジマステラ神奈川相模原
大学4年生のときになでしこリーグ1部、2部の複数のチームからオファーがあったが、南野は当時チャレンジリーグ（2部リーグ相当）に所属していたノジマステラ神奈川相模原に入団した。南野は大学4年生のときに皇后杯関東予選でノジマステラと対戦しており、試合は1-4で敗れたものの、1得点を挙げていた。
入団1年目の2014年シーズンは開幕戦のセレッソ大阪堺レディース戦で2得点を挙げるなどの活躍で、チャレンジリーグ全22試合に先発出場し15得点を記録、チャレンジリーグ新人賞を受賞した。
2016年シーズン、なでしこリーグ2部で18試合に出場し11得点を記録した南野はチームメートのミッシェル・パオ（他もう1人）とともに得点王を獲得し、チームの2部リーグ優勝・1部昇格に貢献した。
2017年4月2日に行われたなでしこリーグ1部第2節AC長野パルセイロ・レディース戦で2得点を挙げる活躍でチームを3-2の勝利に導き、ノジマステラ神奈川相模原の1部初勝利に貢献した。
ジェフユナイテッド市原・千葉レディース
2021年シーズンから始まる女子プロサッカーリーグ(WEリーグ)・ジェフユナイテッド市原・千葉レディースに移籍した。シーズン前半こそはスタメン出場が続いていたが、得点、アシストを挙げることができず、後半は千葉玲海菜にポジションを奪われ、ベンチ入りすら出来ない状態が続き、不完全燃焼に終わった。
ノジマステラ神奈川相模原
2022年6月8日、ノジマステラ神奈川相模原への完全移籍（復帰）が発表された。
2025年4月5日に2024-25シーズン限りで現役を引退することを発表した。

## 個人成績

### クラブ
| クラブ                   | シーズン | リーグ      | 背番号 | リーグ戦 | リーグ戦 | カップ戦 | カップ戦 | リーグ杯 | リーグ杯 | AWCL | AWCL | 合計 | 合計 |
| クラブ                   | シーズン | リーグ      | 背番号 | 出場     | 得点     | 出場     | 得点     | 出場     | 得点     | 出場 | 得点 | 出場 | 得点 |
| ------------------------ | -------- | ----------- | ------ | -------- | -------- | -------- | -------- | -------- | -------- | ---- | ---- | ---- | ---- |
| 岡山県作陽高校           | 2008     | —           | 6      | —        | —        | 2        | 0        | —        | —        | —    | —    | 2    | 0    |
| 岡山県作陽高校           | 2009     | —           | 6      | —        | —        | 2        | 0        | —        | —        | —    | —    | 2    | 0    |
| 岡山県作陽高校           | 通算     | 通算        | 通算   | 0        | 0        | 4        | 0        | 0        | 0        | 0    | 0    | 4    | 0    |
| 関東学園大学             | 2011     | —           | 8      | —        | —        | 2        | 2        | —        | —        | —    | —    | 2    | 2    |
| 関東学園大学             | 2012     | —           | 7      | —        | —        | 2        | 2        | —        | —        | —    | —    | 2    | 2    |
| 関東学園大学             | 2013     | —           | 10     | —        | —        | 2        | 2        | —        | —        | —    | —    | 2    | 2    |
| 関東学園大学             | 通算     | 通算        | 通算   | 0        | 0        | 6        | 6        | 0        | 0        | 0    | 0    | 6    | 6    |
| ノジマステラ神奈川相模原 | 2014     | チャレンジ  | 19     | 22       | 15       | 3        | 3        | —        | —        | —    | —    | 25   | 18   |
| ノジマステラ神奈川相模原 | 2015     | なでしこ2部 | 19     | 21       | 13       | 2        | 1        | —        | —        | —    | —    | 23   | 14   |
| ノジマステラ神奈川相模原 | 2016     | なでしこ2部 | 11     | 18       | 11       | 3        | 0        | 8        | 3        | —    | —    | 29   | 14   |
| ノジマステラ神奈川相模原 | 2017     | なでしこ1部 | 11     | 18       | 8        | 5        | 4        | 8        | 1        | —    | —    | 31   | 13   |
| ノジマステラ神奈川相模原 | 2018     | なでしこ1部 | 11     | 18       | 10       | 3        | 1        | 8        | 5        | —    | —    | 29   | 16   |
| ノジマステラ神奈川相模原 | 2019     | なでしこ1部 | 10     | 18       | 5        | 3        | 1        | 9        | 4        | -    | -    | 30   | 10   |
| ノジマステラ神奈川相模原 | 2020     | なでしこ1部 | 10     | 18       | 7        | 3        | 2        | —        | —        | —    | —    | 21   | 9    |
| ノジマステラ神奈川相模原 | 通算     | 通算        | 通算   | 133      | 69       | 22       | 12       | 33       | 13       | 0    | 0    | 188  | 94   |
| ジェフ千葉レディース     | 2021-22  | WE          | 7      | 11       | 0        | 4        | 0        | —        | —        | —    | —    | 15   | 0    |
| ノジマステラ神奈川相模原 | 2022-23  | WE          | 9      | 20       | 2        | 2        | 0        | 4        | 0        | —    | —    | 26   | 2    |
| ノジマステラ神奈川相模原 | 2023-24  | WE          | 9      | 22       | 4        | 1        | 0        | 5        | 1        | -    | -    | 28   | 5    |
| ノジマステラ神奈川相模原 | 2024-25  | WE          | 9      | 22       | 6        | 2        | 0        | 4        | 0        | -    | -    | 28   | 6    |
| ノジマステラ神奈川相模原 | 通算     | 通算        | 通算   | 64       | 12       | 5        | 0        | 13       | 1        | 0    | 0    | 82   | 13   |
| 総通算                   | 総通算   | 総通算      | 総通算 | 208      | 81       | 41       | 18       | 46       | 14       | 0    | 0    | 295  | 113  |

- 日本女子サッカーリーグ
  - 初出場 - 2014年4月5日 チャレンジリーグ 第1節 セレッソ大阪堺レディース戦 (相模原ギオンスタジアム)[16]
  - 初得点 - 2014年4月5日 チャレンジリーグ 第1節 セレッソ大阪堺レディース戦 (相模原ギオンスタジアム)[16]

- WEリーグ
  - 初出場 - 2021年9月12日 第2節 ちふれASエルフェン埼玉戦 (フクダ電子アリーナ)[17]
  - 初得点 - 2022年11月26日 第4節 アルビレックス新潟レディース戦 (デンカビッグスワンスタジアム)[17]

- 国内リーグ戦通算150試合出場 - 2022年12月25日 2022-23 WEリーグ 第7節 ちふれASエルフェン埼玉戦 (熊谷スポーツ文化公園陸上競技場)

### 代表
- ユニバーシアードサッカー日本女子代表
  - 2013年夏季ユニバーシアード ロシア・カザン大会

## タイトル

### クラブ
- ノジマステラ神奈川相模原
  - なでしこリーグ2部 優勝: 1回 (2016)

### 個人
- 関東学園大学
  - 関東大学女子サッカーリーグ1部: ベストイレブン (2012)
  - 関東大学女子サッカーリーグ1部: 得点王 (2013)

- ノジマステラ神奈川相模原
  - チャレンジリーグ 新人賞 (2014)
  - なでしこリーグ2部 得点王: 1回 (2016)
  - なでしこリーグ1部 ベストイレブン: 1回 (2018)